# Девочкины
Девочкины — древний русский дворянский род.
Род внесён в VI часть родословной книги Костромской губернии.

## История рода
Схимонахиня Елена Семёновна, первая начальница Новодевичьего монастыря (1524), там же и погребена († 1547), почитается в Русской православной церкви в лике преподобных.
Новгородец Фёдор Тимофеевич Девочкин прибыл в Москву (04 октября 1535) к Ивану IV Грозному и его матери Елены Глинской из Казани с вестью об очередном перевороте в ханской столице. Неклюд Девочкин послан с опасными грамотами для казанских послов (1539). В Тысячной книге и Дворовой тетради Девочкины записаны по Суздалю (1550). Андрей и Нечай Григорьевичи межевые судьи (1554). Семейка (Семён) Никитич поручился по князю Ивану Васильевичу Шереметьеву (1564), а Дементий Черемисинович поручился по князю Ивану Фёдоровичу Мстиславскому (1571). Пётр Девочкин послан в Крым в XVI веке. В битве при Молодях (июль 1572) погибли: Фёдор Третьяков, Василий и Пётр Захарьины, Дмитрий (Митка) Алексеевич Девочкины. Пётр Девочкин был ключником в Нижнем Новгороде (1577). Представители рода упомянуты в Нижегородской десятне (1581).
Иосиф Девочкин соборный старец и казначей Троице-Сергиева монастыря († 1609) и там же погребён. Тимофей Девочкин стряпчий Троице-Сергиева монастыря.

## Известные представители
- Девочкин Иван Неклюдович — выборный дворянин от Юрьева-Польского с окладом 450 четвертей (1588/1589).